# Narcis (veletrh)
Narcis je veletrh narcisů a jarních cibulovin, jehož poslední ročníky se konají na výstavišti v Lysé nad Labem. První ročník se konal v roce 2001. V posledních letech se společně s veletrhem konají i prodejní výstavy Elegance a Regiony České republiky. Na veletrhu se ukazují kvetoucí narcisy, tulipány a další cibuloviny – je zde možný nákup rostlin, zahradnického vybavení a příbuzného zboží. Název je odvozen od rodového názvu květiny, které je tento veletrh věnován.

## Galerie

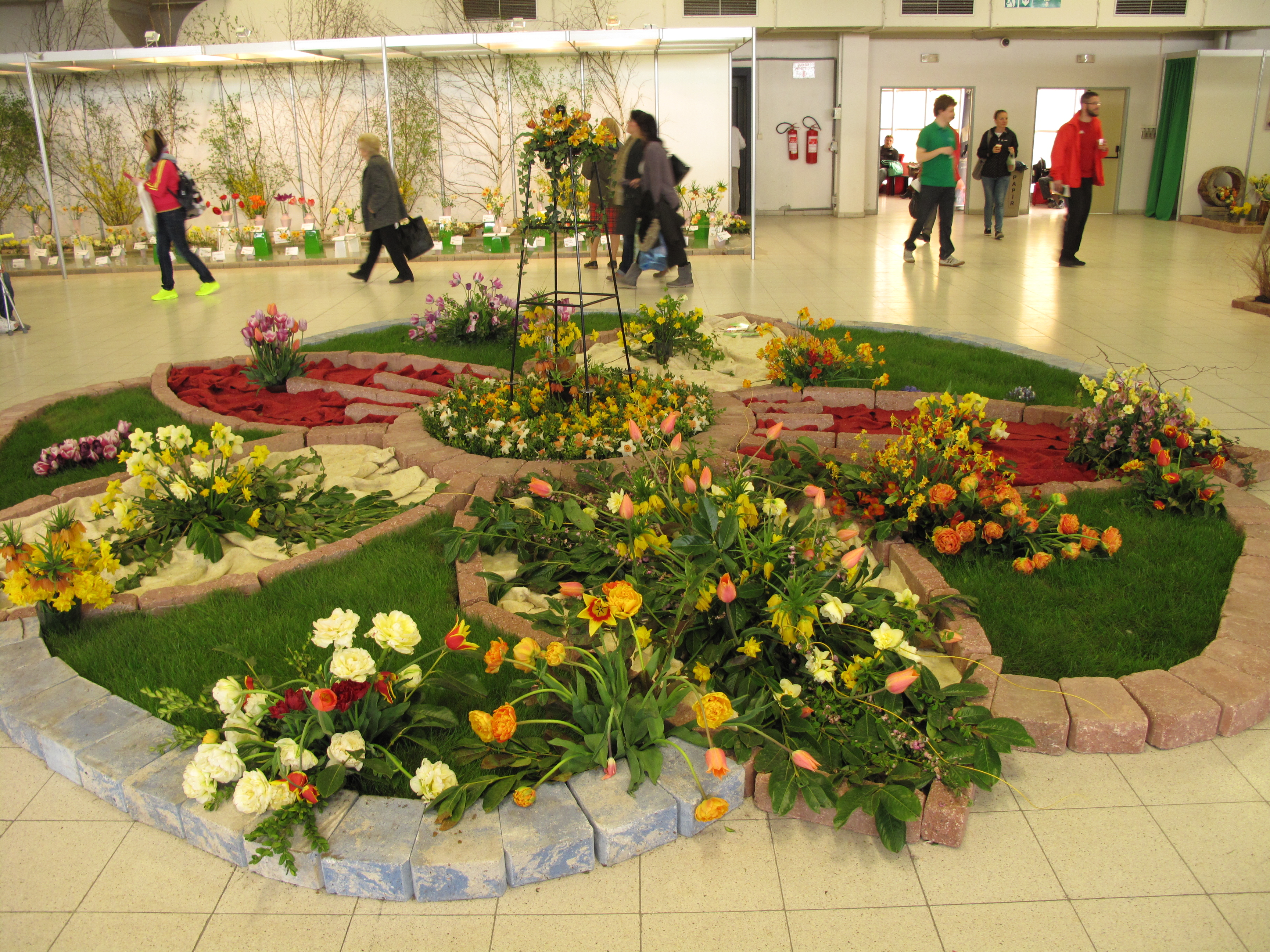
Květinová dekorace
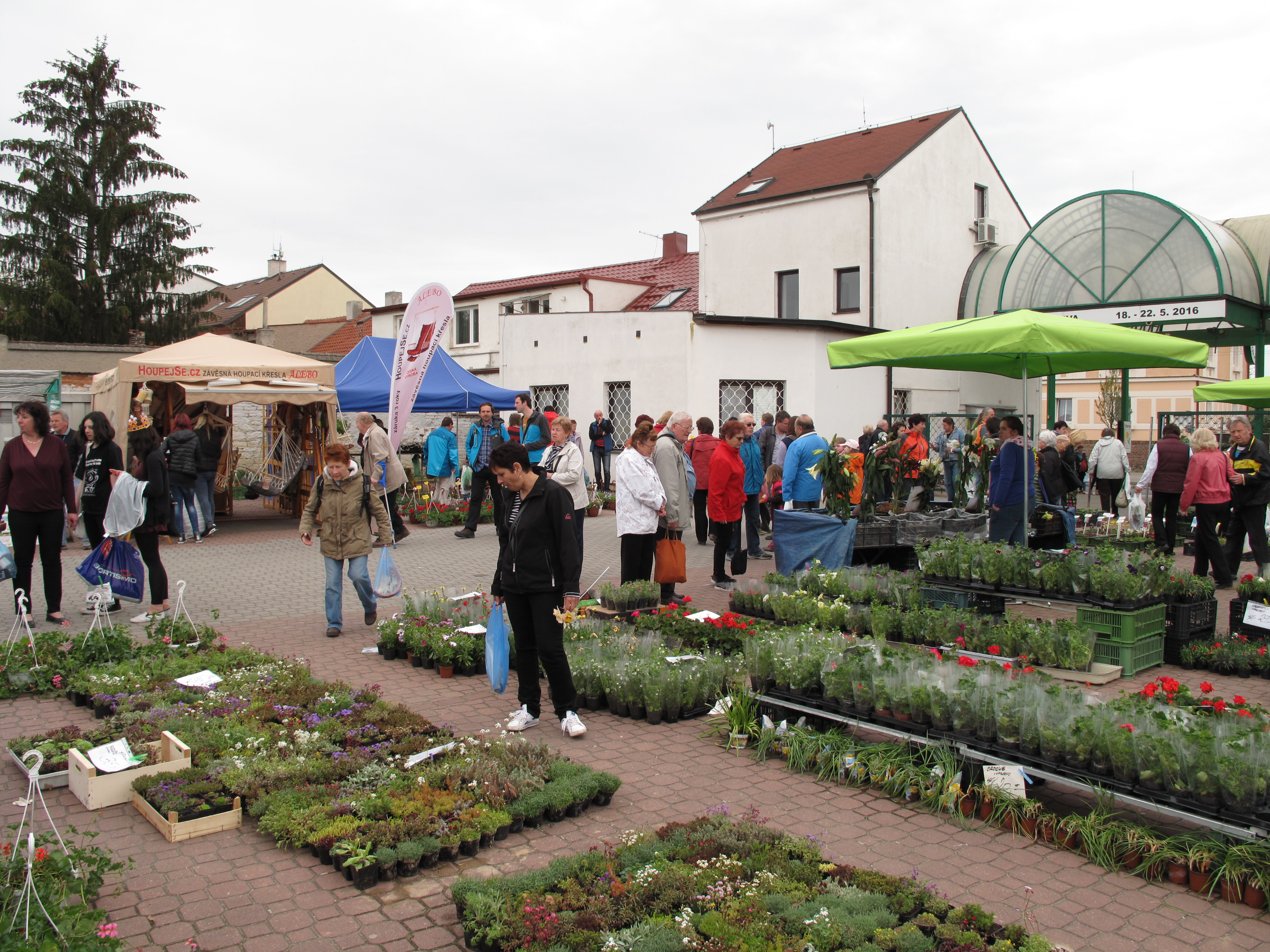
Trh s květinami
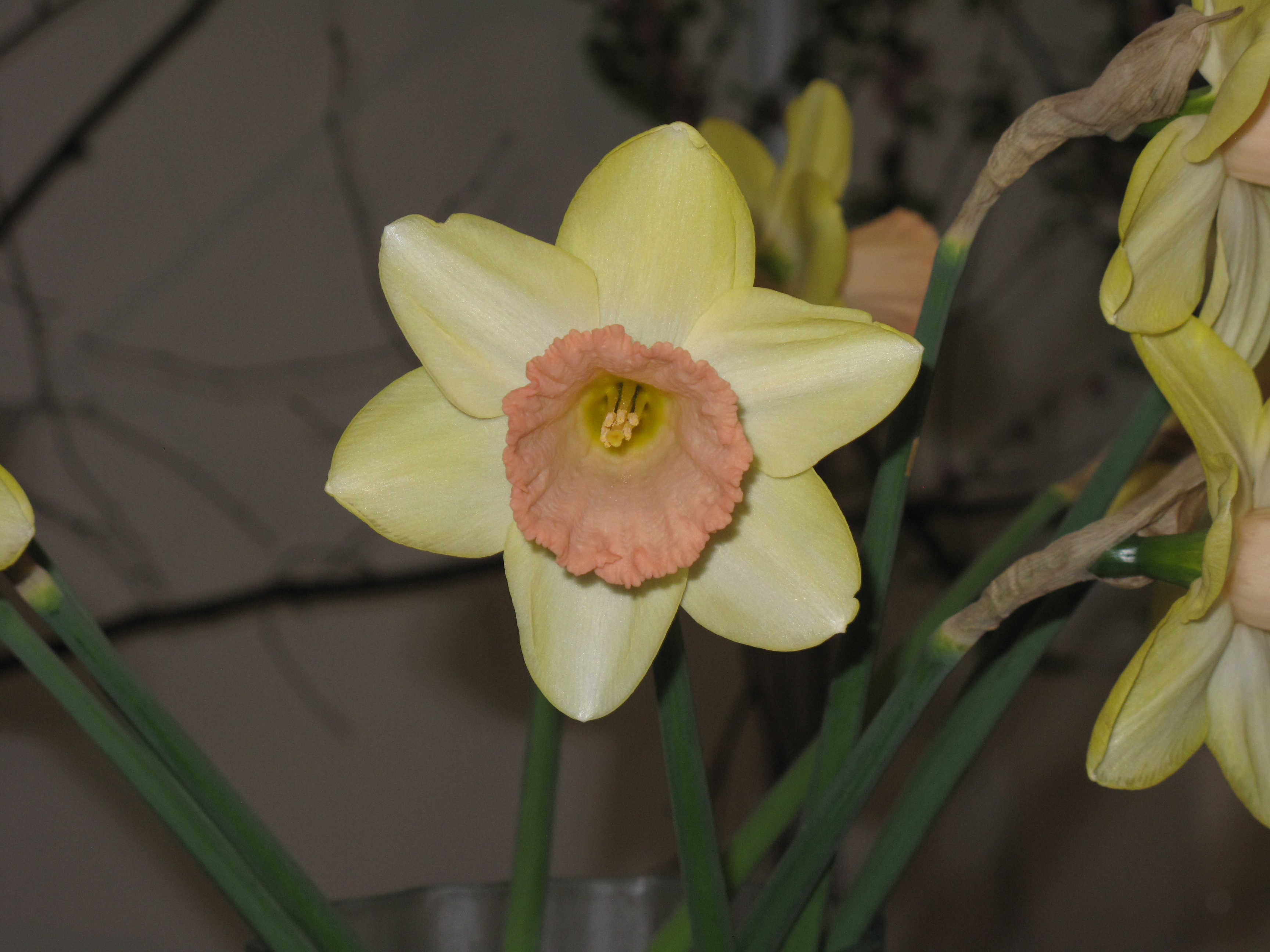
Narcis 'Capre Elisabeth'
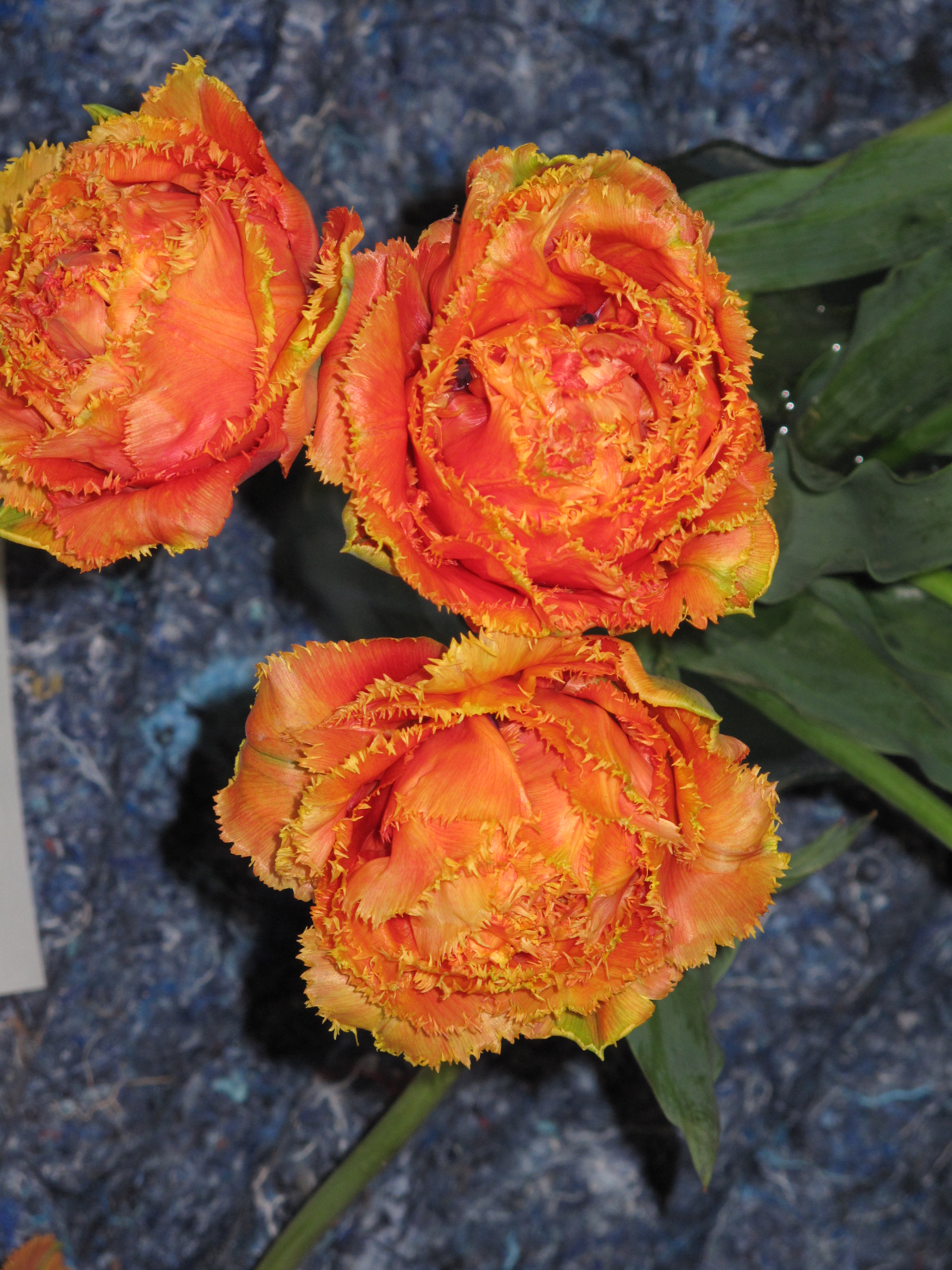
Tulipány 'Sensual Touch'
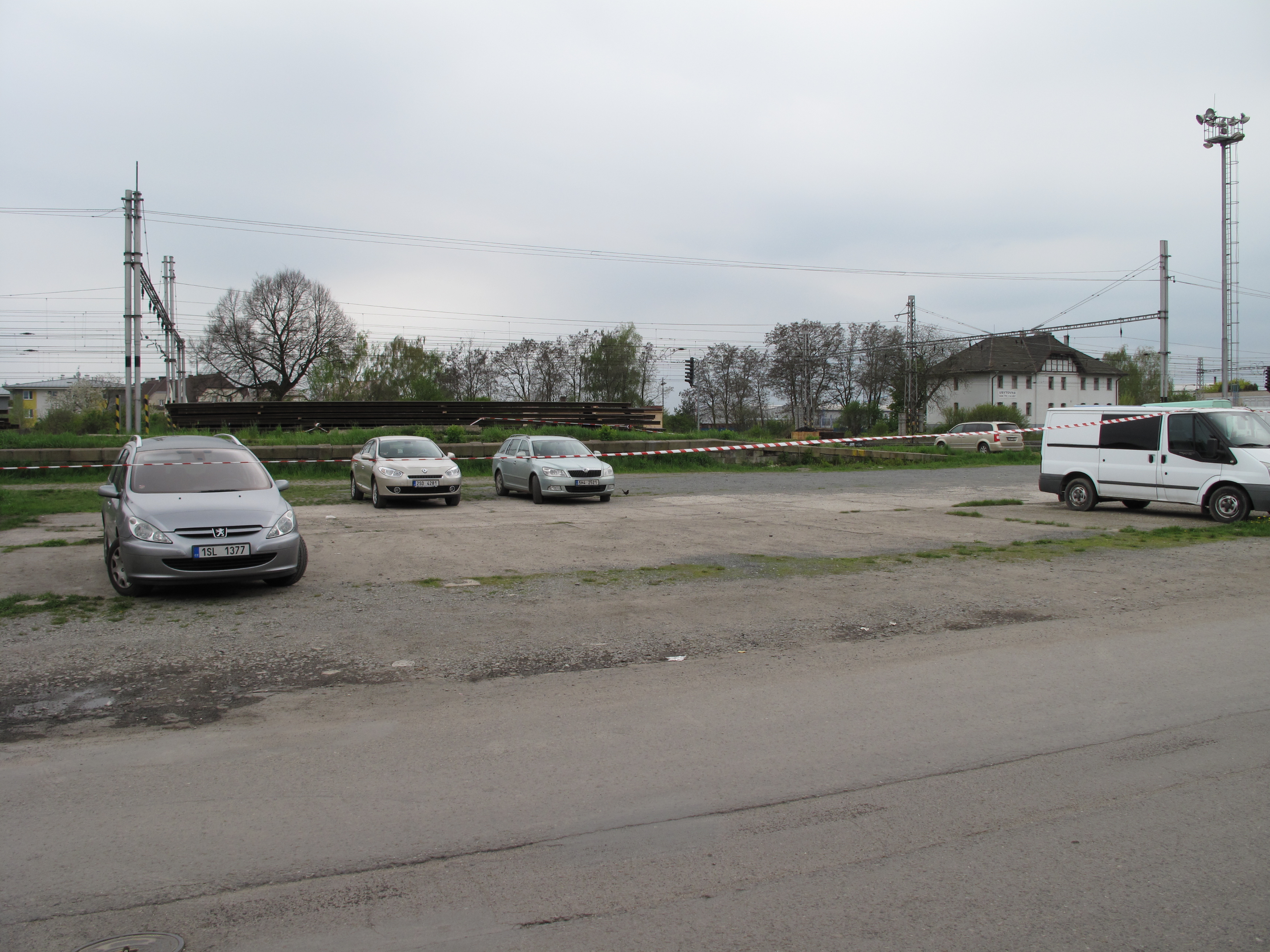
Parkoviště pro návštěvníky